# Aquileo Parra
José Bonifacio Aquileo Elias Parra y Gómez (Barichara, 12 de maio de 1825 – Pacho, 4 de novembro de 1900) foi um empresário e político colombiano. Ocupou o cargo de presidente de seu país entre 1 de abril de 1876 e 1 de abril de 1878.